# Robert Latham
Robert Clifford Latham (1912–1995) était un spécialiste anglais de l'écrivain Samuel Pepys (1633–1703).

## Biographie
Né à Audley, dans le Staffordshire (Angleterre), le 11 mars 1912, il devient enseignant à Londres après des études de lettres.
Élu fellow du Magdalene College de Cambridge, celui-là même auquel Samuel Pepys (1633–1703) légua sa bibliothèque, il en devient en 1972 le « Pepys Librarian ».
Robert Latham entreprend alors, avec William Matthews de l'UCLA, le méticuleux réexamen du journal chiffré — écrit en une sorte de sténographie —, légué par Samuel Pepys parmi ses nombreux volumes. Ce décryptage avait été entrepris dès le dix-neuvième siècle, mais le Journal de Pepys n'avait jamais été publié que partiellement, et en version expurgée. L'édition qu'en font Latham et Mathews entre 1970 et 1983 (11 volumes) est considérée comme définitive.
Robert Latham est élevé en 1973 au grade de commandeur de l'Ordre de l'Empire britannique (CBE), puis élu en 1982 « Fellow of the British Academy ». Il meurt le 4 janvier 1995.